# Barbetta (ristorante)
Barbetta è uno storico ristorante di New York. Aperto nel 1906, è il più antico ristorante italiano tuttora in attività nella Grande Mela.

## Storia
Il ristorante fu aperto nel 1906 da Sebastiano Maioglio, un immigrato italiano nativo di Fubine Monferrato, in provincia di Alessandria. Il locale, i cui interni sono ispirati a quelli del celebre Ristorante del Cambio di Torino, ha sempre proposto piatti legati alla tradizione culinaria piemontese, terra d'origine del titolare. 
Nel 1962 la gestione del locale passò alla figlia di Maioglio, Laura. L'anno successivo venne riorganizzato e riprogettato il giardino.
Barbetta è stato iscritto nel registro dei Locali storici d'Italia.